# Hondroitin-sulfat
Hondroitin-sulfat je sulfatirani glikozaminoglikan (GAG) sastavljen od lanca naizmjeničnih saharida (N-acetilgalaktozamina i glukuronske kiseline). Obično ga nalazimo prikačeno na bjelančevine kao dio proteoglikana. U hondroitinskom lancu može biti preko stotinjak pojedinih saharida, od kojih svaki može biti sulfatiran u različitim položajima i količinama. Hondroitn-sulfat je važna strukturna sastavnica hrskavice i omogućujue joj veći dio njena otpora na pritisak. Uz glukozamin, hondroitin-sulfat je postao naširoko rabljeni dijetni dodatak radi liječenja osteoartritisa.
Premda ime "hondroitin sulfat" sugerira da je ovo sol sa sulfatnim protu-anionom, ovo nije slučaj, jer je sulfat kovalentno vezan na saharid. Štoviše, jer je molekula s više negativnih naboja pri fiziološkom pH, kation je nazočan u solima hondroitin-sulfata. Komercijalne pripravke hondroitin-sulfata su natrijeve soli. Barnhill et al. sugeriraju da sve takve pripravke hondrotin-sulfate treba nazivati "natrijevim hondroitinom" bez obzira na njihov status sulfatacije.
Hondroitin-sulfat je prvo izoliran prije nego što je karakterizirana struktura, zbog čega je došlo do promjena u terminologiji. Prvi su istraživači različite frakcije ove tvari označavali slovima.
| Slovna oznaka       | Mjesto sulfatacije                                      | Sistematsko ime       |
| Hondroitin-sulfat A | ugljik 4 od saharida N-acetilgalaktozamina (GalNAc)     | hondroitin 4-sulfat   |
| Hondroitin-sulfat C | ugljik 6 od saharida GalNAc                             | hondroitin 6-sulfat   |
| Hondroitin-sulfat D | ugljik 2 od glukuronske kiseline i 6 od saharida GalNAc | hondroitin 2,6-sulfat |
| Hondroitin-sulfat E | ugljici 4 i 6 od saharida GalNAc                        | hondroitin 4,6-sulfat |

"Hodroitin-sulfat B" je staro ime za dermatan-sulfat te ga se više ne svrstava u oblike hondroitin-sulfata.